# Ierland op het Eurovisiesongfestival 2021
Ierland nam deel aan het Eurovisiesongfestival 2021 in Rotterdam, Nederland. Het was de 54ste deelname van het land aan het Eurovisiesongfestival. RTE was verantwoordelijk voor de Ierse bijdrage voor de editie van 2021.

## Selectieprocedure
Nadat het Eurovisiesongfestival 2020 werd geannuleerd vanwege de COVID-19-pandemie, maakte RTE reeds op 21 maart 2020 bekend dat het ook in 2021 zou deelnemen aan het Eurovisiesongfestival. Op 17 december 2020 werd duidelijk dat Lesley Roy, die eerder intern was geselecteerd om haar vaderland te vertegenwoordigen op het Eurovisiesongfestival 2020, door de Ierse openbare omroep wederom voorgedragen werd voor deelname aan de komende editie van het festival.
Het nummer waarmee ze naar Rotterdam afzakte werd op 26 februari 2021 vrijgegeven. Het kreeg als titel Maps.

## In Rotterdam
Ierland trad aan in eerste halve finale, op dinsdag 18 mei 2020. Lesley Roy was als zevende van zestien acts aan de beurt, net na Vasil uit Noord-Macedonië en gevolgd door Elena Tsagrinou uit Cyprus. Vlak voorafgaand aan haar optreden bleek een camera het te hebben begeven, waardoor er in allerijl een nieuwe camera geregeld moest worden. Presentatrice Chantal Janzen moest deze tijd al improviserend aan elkaar praten en wees de kijkers op een mobiele app om de tijd te overbruggen. Uiteindelijk kon Roy haar optreden zoals vooraf gerepeteerd volbrengen. Na de puntentelling bleek echter dat ze niet was doorgestoten naar de finale. Ierland was uiteindelijk als zestiende en laatste geëindigd, met amper 20 punten.
1965 · 1966 · 1967 · 1968 · 1969 · 1970 · 1971 · 1972 · 1973 · 1974 · 1975 · 1976 · 1977 · 1978 · 1979 · 1980 · 1981 · 1982 · 1983 · 1984 · 1985 · 1986 · 1987 · 1988 · 1989 · 1990 · 1991 · 1992 · 1993 · 1994 · 1995 · 1996 · 1997 · 1998 · 1999 · 2000 · 2001 · 2002 · 2003 · 2004 · 2005 · 2006 · 2007 · 2008 · 2009 · 2010 · 2011 · 2012 · 2013 · 2014 · 2015 · 2016 · 2017 · 2018 · 2019 · 2020 · 2021 · 2022 · 2023 · 2024 · 2025
Albanië · Australië · Azerbeidzjan · België · Bulgarije · Cyprus · Denemarken · Duitsland · Estland · Finland · Frankrijk · Georgië · Griekenland · Ierland · IJsland · Israël · Italië · Kroatië · Letland · Litouwen · Malta · Moldavië · Nederland · Noord-Macedonië · Noorwegen · Oekraïne · Oostenrijk · Polen · Portugal · Roemenië · Rusland · San Marino · Servië · Slovenië · Spanje · Tsjechië · Verenigd Koninkrijk · Zweden · Zwitserland